# Klondike Gold Rush National Historical Park
Der Klondike Gold Rush National Historic Park ist eine Gedenkstätte vom Typ eines National Historical Parks, die an den Klondike-Goldrausch Ende des 19. Jahrhunderts erinnert. Sie ist in vier Sektionen unterteilt, drei davon in und um Skagway in Alaska und eine in Seattle im Bundesstaat Washington. Am 30. Juni 1976 wurde der Park als Historic District in das National Register of Historic Places aufgenommen.

## Bereich Skagway

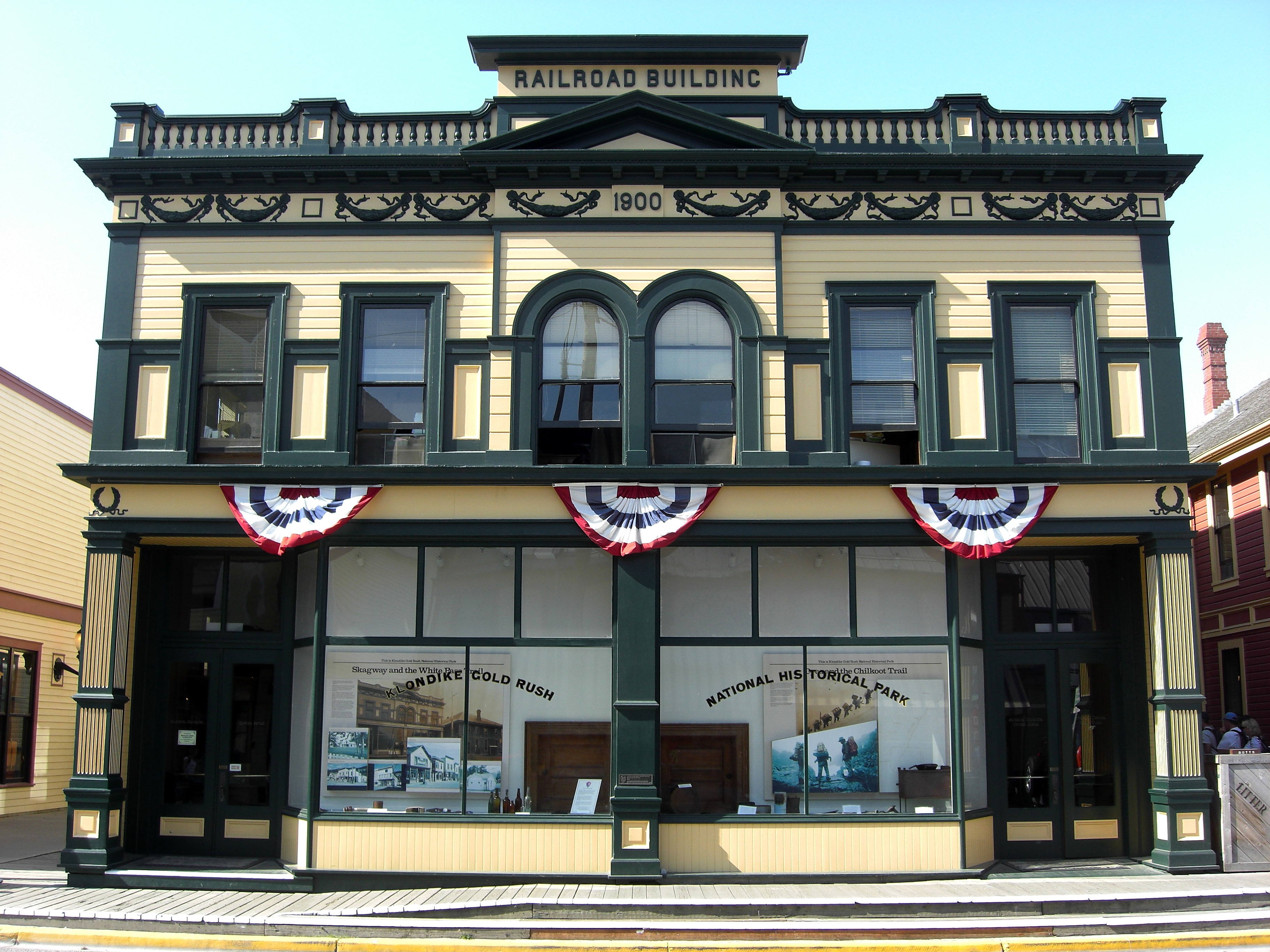
Verwaltungsstelle des NHP in Skagway

Der Bereich des National Historic Park in Skagway umfasst den Großteil der Innenstadt mit 15 restaurierten historischen Gebäuden und dem Besucherzentrum. Außerdem werden von Skagway aus die Park-Bereiche um den White Pass mit rund 16 km², den Chilkoot Pass mit rund 54 km² sowie die ehemalige Goldgräberstadt Dyea verwaltet.
Viele Überreste wie Teile von Drahtseilbahnen und Ausrüstungsgegenstände aus der Goldrauschzeit sind hier noch zu finden. Die früheren Lagerstellen Canyon City, Pleasant Camp und Sheep Camp auf dem Weg zum Chilkoot Pass sind neben Dyea Teil des NHP. Der Bereich um den White Pass beinhaltet die früheren Siedlungen White Pass City und Porcupine Hill.

## Bereich Seattle

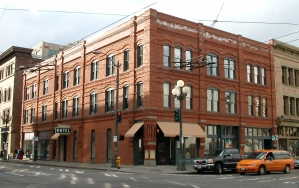
Besucherzentrum des NHP im Cadillac Hotel in Seattle

Der Bereich des Parks in Seattle befindet sich im Pioneer Square National Historic District, in dem sich die Goldsucher Ausrüstung beschafft hatten und zum Klondike aufgebrochen waren. Das Besucherzentrum ist im renovierten Cadillac Hotel untergebracht.
Am 17. Juli 1897 hatte das Dampfschiff Portland aus St. Michael in Alaska kommend mit 68 Goldsuchern an Bord in Seattle angelegt. Die Zeitungen verbreiteten die mitgebrachte Nachricht von den Goldfunden am Klondike und lösten so mit den folgenden Goldrausch aus. Die Northwest Mounted Police ließ bald nur noch Goldsucher an den Yukon weiterreisen, die Ausrüstung und Nahrungsmittel für ein Jahr vorweisen konnten. Seattle profitierte von den Ausrüstungskäufen und verdoppelte seine Einwohnerzahl zwischen 1890 und 1900 nahezu auf etwa 80.000.

## Biodiversität
Im Jahr 2010 identifizierten Biologen aus Österreich, Norwegen, Spanien und den USA entlang der Goldrauschpfade 766 Flechtenarten, von denen 75 keiner bekannten Spezies zugeordnet werden konnten. Damit ist es der artenreichste Flechtenbestand Nordamerikas.